# Joel Christian Gill
Joel Christian Gill (né le 15 janvier 1975 à Roanoke) est un auteur de bande dessinée et activiste américain.
Il se spécialise dans les bandes dessinées biographiques consacrées à des personnalités afro-américaines comme Bass Reeves ou Bessie Stringfield.